# Виргинский ара
Виргинский ара (лат. Ara autochthones) — вид вымерших птиц из семейства попугаевых.

## Внешний вид
Известен по ископаемым лапам, которые орнитолог Александр Ветмор (англ. Alexander Wetmore) нашёл в 1937 году в холмах, образовавшийся из кухонных отбросов и утвари первобытного человека, в Конкордии. Возможно, напоминал внешним обликом кубинского ара (Ara tricolor).

## Распространение
Обитал на острове Санта-Крус (Американские Виргинские острова).
В 2008 году найдены ископаемые остатки Ara autochthones на острове Пуэрто-Рико.
Вымер, вероятно, около 300 г. н. э. в результате уничтожения естественной среды обитания или охоты. Однако, эта версия до сих пор ещё документально не подтверждена.